# 船越清蔵
船越 清蔵（ふなこし せいぞう、文化2年8月23日（1805年9月15日） - 文久2年8月8日（1862年9月1日））は、幕末の長門国清末藩出身の陽明学者。諱は守愚。号は豊浦山樵。別名は小出勝雄。

## 経歴
豊浦郡岡枝村（現在の下関市菊川町）で船越孟正の子として生まれる。藩校育英館で学んだ後、文政年間に諸国を遊学して帆足万里・広瀬淡窓の元で学んだ後に長崎で蘭学と医学を学んだ。更に蝦夷地まで足を伸ばした後、大津更に京都で塾を開いて尊皇攘夷を論じた。
嘉永年間に上洛した久坂玄瑞は清蔵と会って意気投合し、長州にいた師の吉田松陰に清蔵の事を知らせた。松陰は清蔵と手紙や著書を遣り取りしているうちに、長州の有能な人間が京都で埋もれている事を憂慮して長州藩に清蔵の登用を進言したが、安政の大獄で松陰が処刑されたために実現しなかった。
万延元年（1860年）に桜田門外の変後の政情不安により故郷に戻って長府藩に仕官して、周防国佐波郡右田村（現在の防府市）に塾を開いた。平田銕胤門下で、文久2年（1862年）、上京した銕胤嫡男平田延胤に対し、長州藩内外の情勢、とりわけ航海遠略策を唱えた長井雅楽の藩内での地位などについて報告している。同年、長州藩主毛利敬親の命で藩校明倫館に召された清蔵は萩城で敬親に歴史を講じた際に、朝廷を守るべき公家の身でありながら鎌倉幕府に仕えた大江広元を非難する論を述べた。だが、これに激昂した長州藩士に毒を盛られ、帰途に美祢郡で倒れて急死したのである。（病死説もある）。
明治24年（1891年）、従四位を追贈された。